# Relevo de Mato Grosso

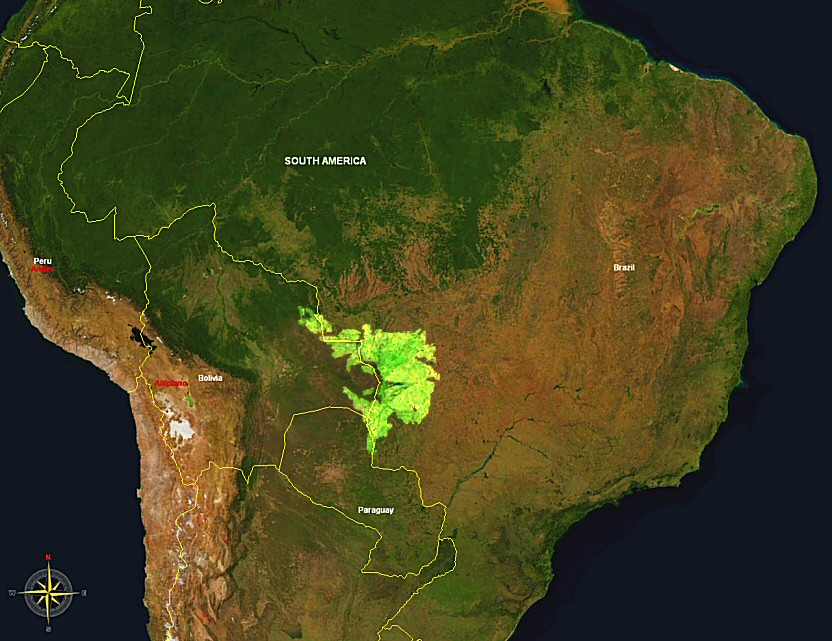
Destaque do Pantanal no Relevo do Brasil.

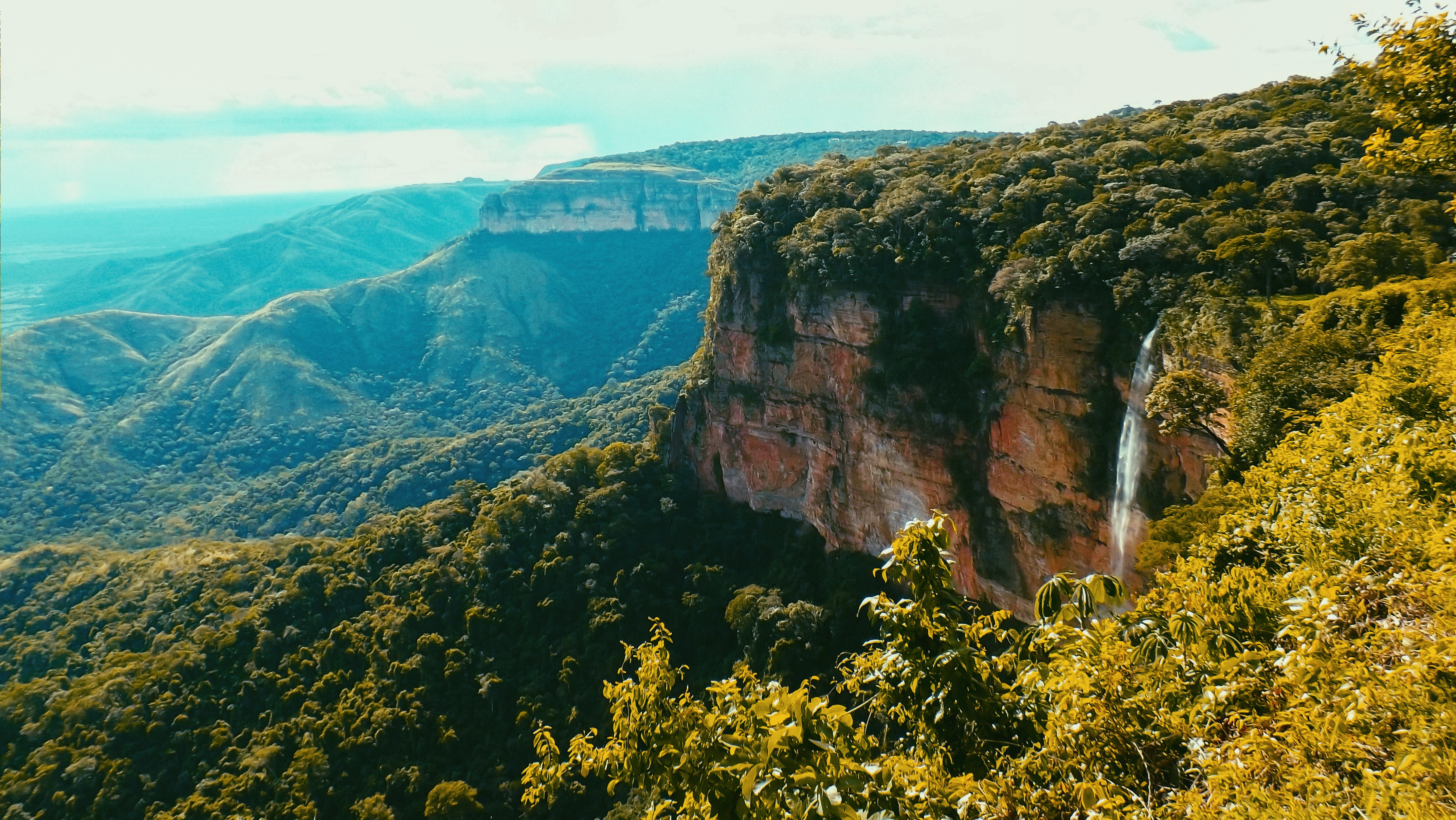
Chapada dos Guimarães em Mato Grosso

O Relevo de Mato Grosso é uma verdadeira obra-prima da natureza, repleto de contrastes e surpresas em cada curva do terreno. Das planícies alagadas do Pantanal às altitudes das chapadas e serras, esta região oferece uma infinidade de experiências para aqueles que buscam explorar suas belezas naturais. Seja para os aficionados por ecoturismo, os entusiastas da geografia ou simplesmente os admiradores da natureza, Mato Grosso revela-se como um verdadeiro tesouro geográfico do Brasil. Sendo um dos maiores estados brasileiros em extensão territorial, Mato Grosso é uma terra de grande diversidade geográfica e paisagens deslumbrantes. Seu relevo, marcado por uma mistura única de planícies, planaltos e chapadas, desempenha um papel crucial na moldagem do ambiente e na vida daqueles que habitam essa região.

## Planícies e Várzeas
As vastas planícies e várzeas de Mato Grosso são um dos traços mais marcantes de seu relevo. Estendendo-se ao longo das margens dos rios como o Rio Paraguai, o Rio Cuiabá e o Rio Teles Pires, essas áreas planas são notáveis por sua fertilidade e aptidão para a agricultura. A Planície Pantaneira, por exemplo, é uma das maiores áreas alagadas do mundo e abriga uma biodiversidade excepcional.

## Planaltos e Chapadas
Além das planícies, Mato Grosso também é caracterizado por vastos planaltos e chapadas, que se elevam acima das terras baixas. O Planalto dos Parecis, por exemplo, domina grande parte do noroeste do estado, com altitudes que variam entre 600 e 800 metros acima do nível do mar. Essa região é conhecida por sua vegetação de cerrado e pela presença de formações rochosas impressionantes.
A Chapada dos Guimarães e a Chapada dos Parecis são outros exemplos notáveis de elevações encontradas em Mato Grosso. A Chapada dos Guimarães, com seus imponentes paredões de arenito e cachoeiras deslumbrantes, é um destino popular para ecoturismo e atividades ao ar livre. Enquanto isso, a Chapada dos Parecis oferece paisagens espetaculares e uma rica diversidade de fauna e flora.

### Regiões Altimétricas

#### Planalto Apiacás-Sucurundi
Planalto de relevos de topos predominantemente tabulares, total ou parcialmente conservados, com altitude de 450m. Esse planalto abrange os municípios de Apiacás, Aripuanã, Cotriguaçu, Nova Bandeirante e Nova Monte Verde.

#### Planalto Residual Norte
Blocos de relevos separados uns dos outros em extensa superfície rebaixada. Os blocos correspondem à Serra Caiabis e Serra do Cachimbo. Esse planalto abrange os municípios de Alta Floresta, Carlinda, Cláudia, Novo Mundo, Colíder, Guarantã do Norte, Itaúba, Juara, Marcelândia, Matupá, Nova Canaã do Norte, Novo Horizonte do Norte, Peixoto de Azevedo, Porto dos Gaúchos, Santa Carmen, Tabaporã, União do Sul, Terra Nova do Norte e Feliz Natal.

#### Planalto Dissecado do Sul do Pará
Aglomerados de relevos residuais, caracterizados pelo recortamento e descontinuidade espacial. Esse planalto é encontrado nos municípios de Luciara, Paranatinga, Gaúcha do Norte, Peixoto de Azevedo, Feliz Natal, São Félix do Araguaia e São José do Xingu.

#### Planalto Parecis
Tabuleiros levemente dissecados, também extenso conjunto de relevos com dessecação multiforme. A flora dominante é o cerrado. A parte plana mais alta toma a denominação de chapadão. Abrange os municípios de Brasnorte, Campo Novo do Parecis, Campos de Júlio, Comodoro, Sapezal, Diamantino, Lucas do Rio Verda, Nobres, Nova Maringá, Nova Mutum, Paranatinga, Sorriso, Gaúcha do Norte, Nova Ubiratã, São José do Rio Claro, Tapurah, Vera.

#### Planície do Bananal
Área de acumulação inundável, com caracteristicos baixos fluviais e extensa planície fluvial. Abrange os municípios de Araguaiana, Cocalinho, Luciara, Santa Terezinha, São Félix do Araguaia.

#### Planícies Alto e Médio Guaporé
Áreas de cumulação, sujeitas a inundações. Sedimento quaternário, de solo lateritico hidromórfico. Abrange o município de Vila Bela de Santíssima Trindade.

## Serras e Costas
Mato Grosso também apresenta uma série de serras e cuestas, que contribuem para a diversidade do seu relevo. A Serra do Roncador, por exemplo, é uma cadeia montanhosa que se estende por várias centenas de quilômetros, oferecendo desafios e aventuras para os amantes do trekking e da escalada. As cuestas, por sua vez, são encostas íngremes formadas pela erosão, criando paisagens impressionantes e cenários dramáticos.